# Petrel
A Petrel (magyarul: viharmadár) brit egyfokozatú, szilárd hajtóanyagú meteorológiai rakétaszonda, amelyet az 1960-as évek második felétől alkalmaztak a magaslégkör, főként az ionoszféra tanulmányozására.

## Története
A brit Meteorológiai Hivatal (Met Office) magaslégköri kutatócsoportjának (High Altitude Research Unit) az 1960-as évek elején elkezdett rakétaszondás légkörkutatásainak a céljaira készített rakétaszonda. A korábbi rakétaszondákhoz hasonlóan a Petrelt is a Bristol Aerojet vállalat fejlesztette ki a wescotti Rocket Propulsion Establishment (RPE) rakétakísérleti központtal együttműködve. A cél a korábbi Skua rakétáknál nagyobb, 140 km magasság elérésére képes olcsó rakétaszonda kidolgozása volt. A Petrel konstrukciója Skua rakétán alapul, annak továbbfejlesztett, nagyobb méretű változata. 1967–1982 között 243 darabot indítottak a különböző helyszínekről. Ezek közül 6 indítás volt sikertelen, így a rakéta megbízhatósága 97,53%-os volt. Két változatát, a Petrel–1-t és a Petrel–2-t alkalmazták. Ezek a szilárd hajtóanyagú rakétahajtómű méretében és tolóerejében különböztek egymástól. Az első rakétaszondát 1967. június 1-jén indították a skóciai South Uist szigetről, az utolsó indításra 1982. augusztus 11-én került sor. A rakétákat Svédország és Norvégia területéről is indították.

## Műszaki jellemzői
Rendkívül egyszerű felépítésű rakétaszonda. A rakéta orr-részében halyezték el a telemetriai egységet és a tudományos műszereket, valamint a rakéta visszatérését szolgáló ejtőernyőt. Hajtóműként a Chick típusú szilárd hajtóanyagú rakétahajtóművet használták. Felhasználás után a kiégett gyorsítórakétákat cserélni lehetett, így egy rakétaszonda többször felhasználható volt. A szondák indítását tehergépkocsira telepített, 10 m hosszúságú indítócsőből hajtották végre.

## Típusváltozatok

### Petrel–1
1967-től alkalmazták. Hajtóművét három Chick típusú szilárd hajtóanyagú rakétahajtómű, ezek együttesen kb. 20 kN tolóerőt biztosítottak. A hajtómű égésideje kb. 30 mp volt. A 130 kg starttömegű, 19 cm átmérőjű és 3,34 m hosszúságú rakétaszonda 18 kg-os hasznos terhet tudott 140 km-es magasságban juttatni.

### Petrel–2
A rakétaszondában négy darab Chick hajtóművet építettek, melyek összesen 27 kN tolóerőt biztosítottak. A rakéta hossza 3,7 m-re nőtt. A Petrel–1-hez hasonlóan 18 kg-nyi hasznos teher befogadására volt alkalmas, melyet 175 km-s magasságba volt képes juttatni.